# Eugenio Beltrami
Eugenio Beltrami (Cremona, 16 novembre 1835 – Roma, 18 febbraio 1900) è stato un matematico e fisico italiano, noto soprattutto per i suoi contributi alla geometria non euclidea e all'elettromagnetismo.

## Biografia
Nasce a Cremona nel 1835 in una famiglia di artisti da Giovanni Beltrami e la veneziana Elisa Barozzi.

### Primi studi
Studia all'Università degli Studi di Pavia dal 1853 al 1856 dove ha come insegnante Francesco Brioschi, da poco professore di Matematica applicata; non riesce però a concludere gli studi per ristrettezze finanziarie e per la sua espulsione dal collegio Ghislieri dovuta alle sue simpatie al movimento risorgimentale. Si trova quindi un lavoro di segretario della direzione delle Ferrovie Lombardo-Venete che lo porta a Verona e Milano.
A Milano frequenta l'Osservatorio astronomico di Brera e, su suggerimento di Brioschi, riprende a lavorare su argomenti matematici.

### Carriera accademica
Nel 1861 con la costituzione del Regno d'Italia, si sviluppano varie iniziative finalizzate al potenziamento del mondo universitario. Beltrami pubblica nel 1862 il suo primo articolo e Brioschi riesce a farlo nominare, senza concorso, professore straordinario di algebra e geometria analitica dell'Università di Bologna. Nel 1864 ottiene la cattedra di geodesia all'Università di Pisa, dove entra in amicizia con Enrico Betti e conosce Bernhard Riemann, che vi si trovava per ragioni di salute. Nel 1866 ritorna a Bologna per ricoprire la cattedra di meccanica razionale. Nel 1873 viene chiamato alla cattedra di meccanica razionale dell'Università di Roma, nella città da poco divenuta capitale. Dal 1876 si trasferisce a Pavia per occupare la cattedra di fisica matematica e nel 1891 ritorna a Roma per svolgervi le sue ultime attività di insegnamento.

### Attività scientifica

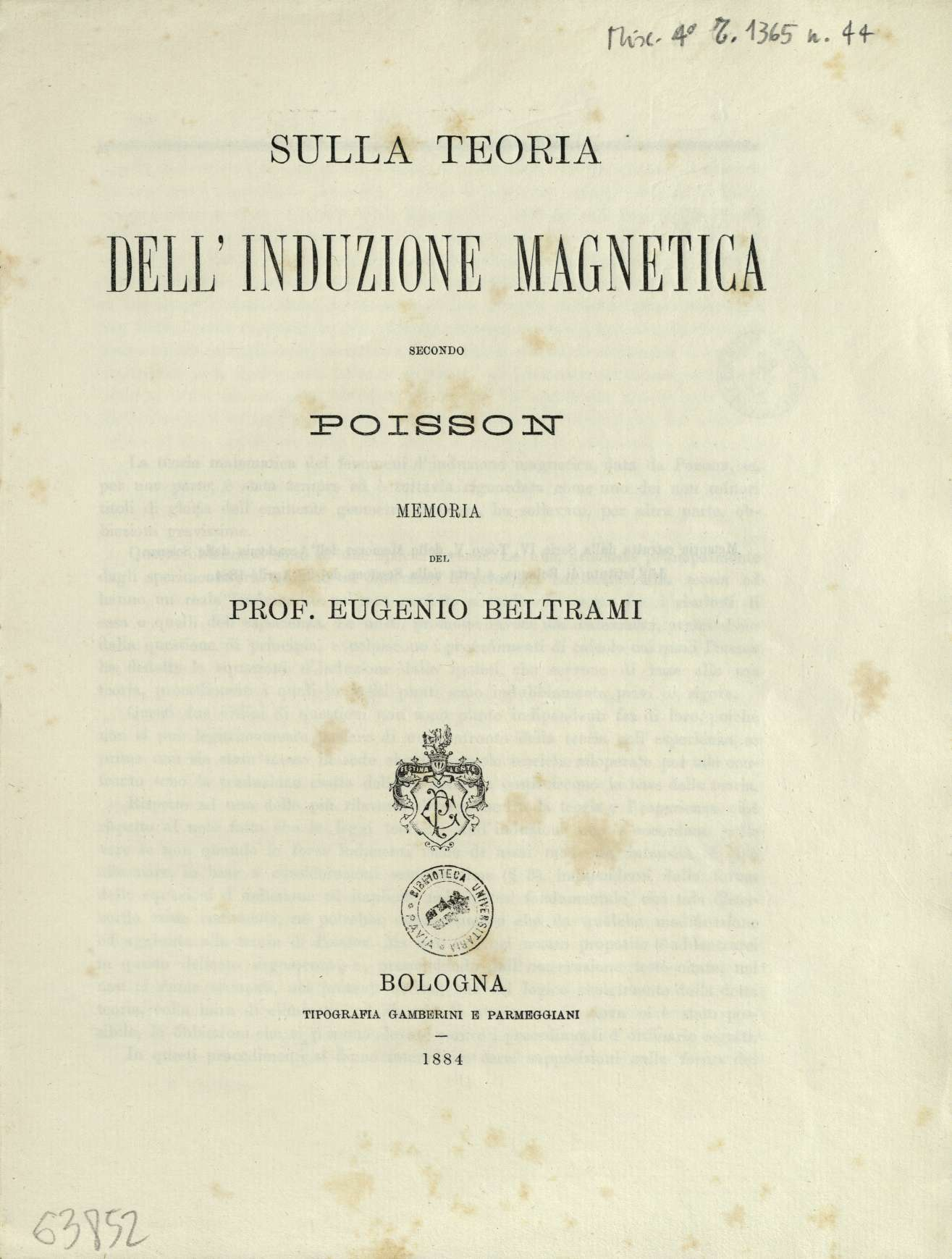
Sulla teoria dell'induzione magnetica secondo Poisson, 1884

Grande merito di Beltrami fu lo stile espositivo lucido ed elegante. Beltrami fu anche importante nell'organizzazione della matematica italiana: presidente dell'Accademia dei Lincei nel 1898, succedendo a Brioschi, fece parte anche dell'Accademia delle Scienze di Bologna.
Beltrami si occupò ampiamente di geometria differenziale, riprendendo le opere di Lobachevsky, Gauss, Riemann e Luigi Cremona. Tradusse il lavoro di Gauss sulla rappresentazione conforme e affrontò il problema di stabilire quando è possibile rappresentare una geodetica di una superficie mediante un segmento rettilineo sul piano: scoprì che la cosa è possibile solo per le superfici a curvatura costante.
Passando quindi ad esaminare le superfici a curvatura negativa ottenne nel 1868 il suo risultato più famoso: nell'articolo Saggio sopra un'interpretazione della geometria non euclidea fornì una concreta realizzazione della geometria non euclidea di Lobachevsky e János Bolyai e la collegò alla geometria di Riemann: si servì di una pseudosfera, superficie generata per rivoluzione di una trattrice intorno al suo asintoto. In questo articolo Beltrami non segnalò esplicitamente di aver provato la consistenza della geometria non euclidea cioè l'indipendenza del postulato delle rette parallele dagli altri assiomi della geometria euclidea, ma piuttosto sottolineò che János Bolyai e Lobachevsky avevano sviluppato la teoria delle geodetiche sulle superfici di curvatura negativa. La sua prova della indipendenza del postulato delle rette parallele fu sottolineata da Guillaume Jules Hoüel nella sua traduzione in francese dei lavori di Lobachevsky e di Beltrami.
Le ricerche di Beltrami sulla teoria dell'elasticità in spazi non euclidei si inserivano nella corrente filosofica naturale, che si sforzava di fornire una spiegazione del mondo in termini meccanici. Il modello fisico che aveva elaborato non era l'obiettivo delle sue ricerche, ma solo uno strumento per arrivare a formulare una descrizione matematica del fenomeno, oggetto principale delle sue ricerche.
Nel 1873 fu il primo matematico a dimostrare la decomposizione ai valori singolari di una matrice a valori reali. Questo metodo di fattorizzazione produce un'approssimazione della matrice originaria, con minor rango. Lo stesso risultato fu ricavato l'anno seguente da Camille Jordan.
Beltrami si è occupato anche di ottica, termodinamica, elasticità, teoria del potenziale ed elettromagnetismo. In questo ambito di studi esaminò come avrebbero dovuto esser modificate alcune leggi fisiche per operare in uno spazio a curvatura negativa e diede una generalizzazione dell'operatore di Laplace. Le tecniche differenziali di Beltrami per lo studio dei problemi fisico-matematici influenzarono indirettamente la nascita del calcolo tensoriale fornendo una base per le idee che svilupperanno successivamente Gregorio Ricci-Curbastro e Tullio Levi-Civita.
Alcuni degli ultimi lavori di Beltrami riguardano l'interpretazione meccanica delle equazioni di Maxwell.

## Riconoscimenti
Nel 1899 fu nominato senatore del Regno.
Al suo nome è dedicato un asteroide della fascia principale, 15620 Beltrami.

## Opere principali
- Eugenio Beltrami, Saggio di interpretazione della geometria non-euclidea, in Giornale di Mathematiche, VI, 1868,  pp. 285-315.
- Eugenio Beltrami, Teoria fondamentale degli spazii di curvatura costante, in Annali. Di Mat., ser II, vol. 2, 1868,  pp. 232-255, DOI:10.1007/BF02419615.
- Sulla teoria dell'induzione magnetica secondo Poisson, Bologna, 1884.
- Opere matematiche di Eugenio Beltrami pubblicate per cura della Facoltà di scienze della r. Università di Roma (volumes 1–2) (U. Hoepli, Milano, 1902–1920)[3]
- Stessa edizione, volumi 1–4, su name.umdl.umich.edu.